# Гамильтон, Джеймс, 6-й граф Аберкорн
Джеймс Гамильтон, 6-й граф Аберкорн (англ. James Hamilton, 6th Earl of Abercorn; ок. 1661 — 28 ноября 1734) — шотландский и ирландский аристократ, наследственный пэр и политик. Назначенный слугой в опочивальню Карла II после гибели его отца в бою, он принял сторону вильямитов во время Славной революции и 21 марта 1689 года снабдил Дерри припасами, которые позволили городу выдержать осаду Дерри до тех пор, пока он не был освобожден в 1689 году. Вскоре после того, как он унаследовал титул шотландского и ирландского пэра от троюродного брата, его произвели в виконты Ирландии за заслуги перед вильямитами.

## Титулатура
- 2-й баронет Гамильтона из Доналонга, графство Тирон, и Нины, графство Типперэри (с 1679 года)
- 6-й граф Аберкорн (c июня 1701)
- 6-й лорд Пейсли, Ренфрушир (с июня 1701)
- 6-й лорд Аберкорн, Линлитгоушир (с июня 1701)
- 5-й лорд Пейсли, Гамильтон, Маунткашел и Киркпатрик (с июня 1701).
- 7-й лорд Гамильтон, барон Страбан, графство Тирон (с июня 1701)
- 1-й барон Маунткасл, графство Тирон (со 2 декабря 1701)
- 1-й виконт Страбан (со 2 декабря 1701 года).

## Рождение и происхождение
Джеймс Гамильтон родился в 1661 или 1662 году. Старший сын полковника Джеймса Гамильтона (ок. 1620—1673) и его жены Элизабет Коулпепер (1637—1709). Его отец был полковником английской армии, рейнджером Гайд-парка, слугой спальни Карла II Английского и членом боковой ветви графов Аберкорн. Мать Джеймса была дочерью Джона Коулпепера, 1-го барона Коулпепера (ок. 1600—1660). Его родители женились в 1661 году. У них было шесть сыновей, из которых трое дожили до совершеннолетия.
Джордж был воспитан протестантом, так как его отец, который был первоначально католиком, принял эту веру, чтобы жениться на его матери. Он был очевидным наследником Доналонгской боковой линии графов Аберкорн, которая началась с его деда сэра Джорджа Гамильтона, 1-го баронета Гамильтона из Доналонга (ок. 1608—1679), который был четвертым сыном Джеймса Гамильтона, 1-го графа Аберкорна (1575—1618).

## Преемственность отца и деда
6 июня 1673 году, когда ему было около двенадцати лет, его отец Джеймс Гамильтон умер от раны, полученной на море, во время Третьей англо-голландской войны. Джеймс Гамильтон был назначен слугой королевской опочивальни 18 апреля 1680 года. Его отца пережил его дед, который все еще держал на Доналонг между Страбаном и Дерри в Ирландии.
Когда его дед умер в 1679 году, он унаследовал землю и должен был унаследовать баронетство своего деда, то есть баронет Гамильтон из Доналонга, но он никогда не принимал титул, называя себя капитаном Гамильтоном, его звание в английской армии.

## Брак и дети

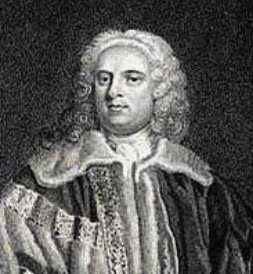
Джеймс Гамильтон, 6-й граф Аберкорн, в мантии пэра

В январе 1684 года капитан Джеймс Гамильтон женился на богатой наследнице Элизабет Рединг (ок. 1669 — 19 марта 1754), дочери сэра Роберта Рединга, 1-го баронета (1640—1689) , и Джейн Ханней (? — 1684), вдовы Чарльза Кута, 1-й графа Маунрата (1605—1661). Карл II Стюарт выдал ордер на 22 января 1684 года, создав титул барона Гамильтона из Белламонта, графство Дублин, он Джеймс Гамильтон не принял назначения.
У Джеймса и Элизабет было 14 детей, из которых 10 дожили до зрелого возраста:
- Джеймс Гамильтон (22 марта 1686 — 11 января 1744), 7-й граф Аберкорн, преемник отца[10]
- Достопочтенный Джон Гамильтон (ок. 1694—1714), никогда не был женат[11]
- Джордж Гамильтон (ок. 1697 — 3 мая 1775), член парламента Палаты общин. Был женат Бриджет Ковард (? — 1775), дочери полковника Уильяма Ковард[12]
- Преподобный достопочтенный Фрэнсис Гамильтон (1700 — 20 мая 1746)[13], женат с 1733 года на Дороти Форт, дочери Джеймса Форта.
- Уильям Гамильтон (20 октября 1703 — 10 ноября 1721), погибший на борту галеры HMS Royal Anne[14]
- Чарльз Гамильтон (13 ноября 1704 — 18 сентября 1786), член Палаты общин. Был дважды женат[15].
- Элизабет Гамильтон, 1-й муж с 1711 года политик Уильям Браунлоу (1683—1739), 2-й муж с 1741 года Мартин, граф де Кирни[16]
- Мэри Гамильтон, муж с 1719 года Генри Колли (? — 1723) из замка Карбери, графство Килдэр[17]
- Филиппа Гамильтон (? — 1767), 1-й муж — преподобный Бенджамин Пратт (? — 1721), 2-й муж — Майкл О’Коннелл из Лондона[18]
- Джейн Гамильтон (до 1704 — 6 декабря 1753), муж с 1719 года капитан лорд Арчибальд Дуглас-Гамильтон (1673—1754)[19], а также любовница Фредерика, принца Уэльского[20].

## Экспедиция в Дерри
Служба капитана Гамильтона в опочивальне закончился со смертью короля в 1685 году. Он начал военную карьеру и получил назначение в английскую армию нового короля Якова II.
В 1688 году во время Славной революции Джеймс Гамильтон встал на сторону принца Вильгельма Оранского. Весной 1689 года, когда над Северной Ирландией нависла угроза войны, он был послан в Дерри с провизией, чтобы подготовить город к возможной осаде. 21 марта 1689 года он прибыл в Дерри из Англии на двух кораблях: фрегате «Джерси» и торговом судне «Избавление» , привезя с собой порох, боеприпасы, оружие и 595 фунтов наличными. Эти положения должны были иметь решающее значение во время осады Дерри. Он также привез комиссию от короля Вильгельма и королевы Марии, которая подтвердила полковника Роберта Ланди в качестве вильямитского губернатора города.
Поэтому он помогал защищать Дерри. Его дядя Ричард Гамильтон, генерал-лейтенант ирландской королевской армии, напал на Дерри.

## Член парламента
После окончания Вильямитской войны в Ирландии Джеймс Гамильтон был избран одним из двух депутатов от графства Тирон в Ирландской палате общин 22 сентября 1692 года и снова 12 августа 1695 года.

## Шестой граф Аберкорн
В июне 1701 года скончался в Страбане его троюродный брат Чарльз Гамильтон, 5-й граф Аберкорн, не оставив наследником мужского пола. Капитан Джеймс Гамильтон был его троюродным братом. Их общим прадедом был Джеймс Гамильтон, 1-й граф Аберкорн (1575—1618). Капитан Джеймс Гамильтон в 1701 году унаследовал титулы 6-го графа Аберкорна в системе Пэрства Шотландии и 7-го барона Гамильтона из Страбана в системе Пэрства Ирландии. Его старший сын, Джеймс Гамильтон (1686—1744), получил титул лорда Пейсли в качестве законного наследника. Новый лорд Аберкорн также вступил во владение соответствующими землями.
Примерно через шесть месяцев, 2 декабря 1701 года, лорд Аберкорн был награжден королем Вильгельмом титулами виконта Страбана и барона Маунткасла, оба титула в системе Пэрства Ирландии . Первый был повышением его титула барона Гамильтона из Страбана и, вероятно, был создан для повышения его статуса в Ирландской Палате лордов.
Лорд Аберкорн занял свое место в Ирландской палате лордов (как виконт Страбан) 21 сентября 1703 года и в парламенте Шотландии (как граф Аберкорн) 3 октября 1706 года. К апрелю 1711 года он был назначен также членом Тайного совета Ирландии.

## Смерть и преемственность
Аберкорн умер 28 ноября 1734 года в возрасте 73 лет и был похоронен 3 декабря в Ормондском склепе часовни Генриха VII в Вестминстерском аббатстве. Склеп Ормонда был открыт в 1868 году и был заполнен множеством гробов, сложенных один на другой. Их количество оценивалось в 59. Индивидуальная идентификация за пределами верхнего слоя не предпринималась. Останки Аберкорна вполне могут быть там.
Ему наследовал его старший сын Джеймс Гамильтон (1686—1744) в качестве 7-го графа Аберкорна. Его жена Элизабет умерла 19 марта 1754 года.